# 尚綱
尚綱（1676年11月9日（康熙十五年十月四日）—1721年5月3日（康熙六十年四月八日）），和名小祿王子朝奇，琉球國第二尚氏王朝攝政。具志頭御殿始祖。
尚綱童名思樽金，是尚貞王的第三子，為繼妃方氏（真壁按司加那志，號慈恩）所生。1705年至1712年期間，擔任琉球攝政，仕尚貞王、尚益王、尚敬王三朝。他把次子向英（美里按司朝孝）過繼給弟弟尚紀（美里王子朝禎），後來成為大宜見御殿的二世當主。他的第三子向成毅（真壁按司朝盈）是尚貞王繼妃真壁按司加那志的養子，後來開創了真壁御殿。
1721年死去。1738年，遷葬末吉墓（今宜野灣御殿墓）。
| 尚綱（小祿朝奇）           |                        |                            |
| 前任： 尚弘才 （北谷朝愛） | 琉球攝政 1712年—1722年 | 繼任： 尚祐 （豐見城朝匡） |